# West Menlo Park
West Menlo Park – jednostka osadnicza w Stanach Zjednoczonych, w stanie Kalifornia, w hrabstwie San Mateo.